# Barrancos del Río Retortillo
Barrancos del Río Retortillo este o arie protejată (arie specială de conservare — SAC, sit de importanță comunitară — SCI) din Spania întinsă pe o suprafață de 519,56 ha, integral pe uscat.

## Localizare
Centrul sitului Barrancos del Río Retortillo este situat la coordonatele 37°49′11″N 5°20′38″W / 37.8198°N 5.3439°V.

## Înființare
Situl Barrancos del Río Retortillo a fost declarat sit de importanță comunitară în decembrie 2000 pentru a proteja 7 specii de animale. Situl a fost protejat și ca arie specială de conservare în iulie 2020.

## Biodiversitate
Situată în ecoregiunea mediteraneană, aria protejată conține 7 habitate naturale: Dehesas cu Quercus spp. perene, Păduri termofile cu Fraxinus angustifolia, Păduri de Quercus suber, Tufărișuri termo-mediteraneene și de pre-deșert, Pseudostepă cu ierburi și specii anuale de Thero-Brachypodietea, Galerii și tufărișuri riverane sudice (Nerio-Tamaricetea și Securinegion tinctoriae), Păduri de Quercus ilex și Quercus rotundifolia.
La baza desemnării sitului se află mai multe specii protejate:
- păsări (1): Aquila fasciata
- amfibieni (1): Discoglossus galganoi
- mamifere (1): râs iberic (Lynx pardinus)
- pești (4): Cobitis paludica, Iberochondrostoma lemmingii, Pseudochondrostoma willkommii, Squalius alburnoides

Pe lângă speciile protejate, pe teritoriul sitului au mai fost identificate 2 specii de plante.